# Municipio de Milton (condado de Wayne)
El municipio de Milton (en inglés: Milton Township) es un municipio ubicado en el condado de Wayne en el estado estadounidense de Ohio. En el año 2010 tenía una población de 9376 habitantes y una densidad poblacional de 100,2 personas por km².

## Geografía
El municipio de Milton se encuentra ubicado en las coordenadas 40°56′21″N 81°49′25″O / 40.93917, -81.82361. Según la Oficina del Censo de los Estados Unidos, el municipio tiene una superficie total de 93.57 km², de la cual 93.35 km² corresponden a tierra firme y (0.24%) 0.22 km² es agua.

## Demografía
Según el censo de 2010, había 9376 personas residiendo en el municipio de Milton. La densidad de población era de 100,2 hab./km². De los 9376 habitantes, el municipio de Milton estaba compuesto por el 97.27% blancos, el 0.46% eran afroamericanos, el 0.18% eran amerindios, el 0.34% eran asiáticos, el 0.06% eran isleños del Pacífico, el 0.38% eran de otras razas y el 1.3% pertenecían a dos o más razas. Del total de la población el 1.26% eran hispanos o latinos de cualquier raza.